# Martin Kolesár
Martin Kolesár (Trebišov, 10 dicembre 1997) è un calciatore slovacco, difensore svincolato.

## Carriera
Ha esordito in Superliga il 12 marzo 2017 disputando con lo Zemplín Michalovce l'incontro perso 4-1 contro l'AS Trenčín.

## Statistiche

### Presenze e reti nei club
Statistiche aggiornate al 6 novembre 2021.
| Stagione                  | Squadra                   | Campionato                | Campionato | Campionato | Coppe nazionali | Coppe nazionali | Coppe nazionali | Coppe continentali | Coppe continentali | Coppe continentali | Altre coppe | Altre coppe | Altre coppe | Totale | Totale |
| Stagione                  | Squadra                   | Comp                      | Pres       | Reti       | Comp            | Pres            | Reti            | Comp               | Pres               | Reti               | Comp        | Pres        | Reti        | Pres   | Reti   |
| ------------------------- | ------------------------- | ------------------------- | ---------- | ---------- | --------------- | --------------- | --------------- | ------------------ | ------------------ | ------------------ | ----------- | ----------- | ----------- | ------ | ------ |
| 2016-feb. 2017            | Veľké Revištia            | 3L                        | ?          | ?          |                 | -               | -               |                    | -                  | -                  |             | -           | -           | ?      | ?      |
| feb.-mag. 2017            | Zemplín Michalovce        | SL                        | 4          | 0          | CS              | 0               | 0               |                    | -                  | -                  |             | -           | -           | 4      | 0      |
| 2017-2018                 | Zemplín Michalovce        | SL                        | 9          | 0          | CS              | 2               | 0               |                    | -                  | -                  |             | -           | -           | 11     | 0      |
| 2018-2019                 | Zemplín Michalovce        | SL                        | 9          | 0          | CS              | 2               | 0               |                    | -                  | -                  |             | -           | -           | 11     | 0      |
| 2019-2020                 | Zemplín Michalovce        | SL                        | 15         | 0          | CS              | 2               | 0               |                    | -                  | -                  |             | -           | -           | 17     | 0      |
| 2020-2021                 | Zemplín Michalovce        | SL                        | 14         | 0          | CS              | 0               | 0               |                    | -                  | -                  |             | -           | -           | 14     | 0      |
| 2021-2022                 | Zemplín Michalovce        | SL                        | 0          | 0          | CS              | 0               | 0               |                    | -                  | -                  |             | -           | -           | 0      | 0      |
| Totale Zemplín Michalovce | Totale Zemplín Michalovce | Totale Zemplín Michalovce | 51         | 0          |                 | 6               | 0               |                    | -                  | -                  |             | -           | -           | 57     | 0      |
| Totale carriera           | Totale carriera           | Totale carriera           | 51         | 0          |                 | 6               | 0               |                    | -                  | -                  |             | -           | -           | 57     | 0      |